# UFC Fight Night: Edgar vs. Swanson
UFC Fight Night: Edgar vs. Swanson（ユーエフシー・ファイトナイト：エドガー・バーサス・スワンソン、別名UFC Fight Night 57）は、アメリカ合衆国の総合格闘技団体「UFC」の大会の一つ。2014年11月22日、テキサス州オースティンのフランク・アーウィン・センターで開催された。

## 大会概要
本大会ではフランク・エドガーとカブ・スワンソンによるフェザー級ワンマッチが組まれた。
キャリア9戦全勝のRFAヘビー級王者ジョシュ・コープランドがUFCデビュー。

## 試合結果

### アーリープレリム
第1試合 フェザー級ワンマッチ 5分3R
○  チェ・ドゥホ vs.  フアン・プージ ×
1R 0:18 TKO（右ストレート→パウンド）
第2試合 女子ストロー級ワンマッチ 5分3R
○  ペイジ・ヴァンザント  vs.  ケイリン・カラン ×
3R 2:54 TKO（パウンド）

### プレリミナリーカード
第3試合 ライト級ワンマッチ 5分3R
○  アクバル・アレオラ vs.  イーブス・エドワーズ ×
1R 1:52 腕ひしぎ十字固め
第4試合 ライト級ワンマッチ 5分3R
○  ジェームス・ヴィック vs.  ニック・ヘイン ×
3R終了 判定3-0（30-27、29-28、29-28）
第5試合 ミドル級ワンマッチ 5分3R
○  ロジャー・ナルヴァエス vs.  ルーク・バーナット ×
3R終了 判定2-1（28-29、29-28、29-28）
第6試合 ヘビー級ワンマッチ 5分3R
○  ルスラン・マゴメドフ vs.  ジョシュ・コープランド ×
3R終了 判定3-0（29-28、30-27、30-27）

### メインカード
第7試合 ライト級ワンマッチ 5分3R
○  マット・ワイマン vs.  アイザック・ヴァリーフラッグ ×
3R終了 判定3-0（29-28、30-27、30-27）
第8試合 フライ級ワンマッチ 5分3R
○  ジョセフ・ベナビデス vs.  ダスティン・オーティス ×
3R終了 判定3-0（30-27、30-27、30-27）
第9試合 ヘビー級ワンマッチ 5分3R
○  アレクセイ・オレイニク vs.  ジャレッド・ロショルト ×
1R 3:21 KO（左フック→パウンド）
第10試合 フライ級ワンマッチ 5分3R
○  チコ・カムス vs.  ブラッド・ピケット ×
3R終了 判定2-1（29-28、27-30、29-28）
第11試合 ライト級ワンマッチ 5分3R
○  エジソン・バルボーザ vs.  ボビー・グリーン ×
3R終了 判定3-0（30-27、30-27、30-27）
第12試合 フェザー級ワンマッチ 5分5R
○  フランク・エドガー vs.  カブ・スワンソン ×
5R 4:56 ネッククランク

### 各賞
ファイト・オブ・ザ・ナイト： ペイジ・ヴァンザント  vs. ケイリン・カラン
パフォーマンス・オブ・ザ・ナイト： フランク・エドガー、アレクセイ・オレイニク
各選手にはボーナスとして5万ドルが支給された。